# Universal abit
Universal abit (tidligere ABIT Computer Corporation) er en tidligere taiwanesisk fabrikant af hovedsagelig bundkort til computere. Firmaet blev grundlagt i 1989.
Virksomheden fik i 2005 økonomiske problemer og måtte sælge navnet "ABIT" og andre aktiver, herunder patenter og varemærker til Universal Scientific Industrial Co., Ltd. (USI) i maj 2006.